# سد سيلوان
يُعتبر سد سيلوان أكبر سد بعد سد أتاتورك في منطقة جنوب شرق الأناضول وسيستوعب 7 مليارات م3 من المياه. ومن المتوقع الانتهاء من انشائه خلال 5 سنوات. كما ان السد سيقوم بتوليد 160 ميغاواط من الكهرباء عند الانتهاء ويقوم بارواء 245 ألف هكتار من الأراضي الزراعية. يبلغ أرتفاع السد 174,5 م ويبلغ طوله 440 م بينما يبلغ حجم السد 8,5 مليون م 3. وسيتم تشغيل 318 الف شخص في المشروع بعد البدء بإنشاء السد.